# Idotea balthica
Idotea balthica (лат.) — вид морских равноногих ракообразных рода Idotea из семейства Idoteidae (Isopoda). Западная Палеарктика от северо-восточной части Атлантического океана до Красного и Чёрного морей. Длина самцов от 1 до 3 см, самки от 1 до 2 см. Зеленовато-коричневые с белыми пятнами, тело овальное, вытянутое. Вид был впервые описан в 1772 году русским натуралистом немецкого происхождения Петером Симоном Палласом. Питаются водорослями.

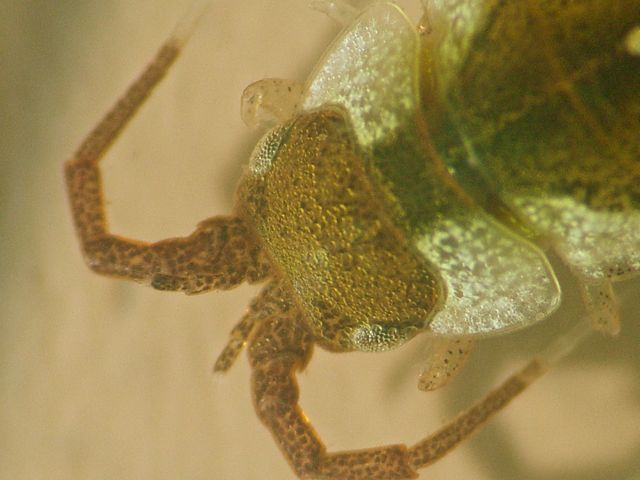
Голова Idotea balthica
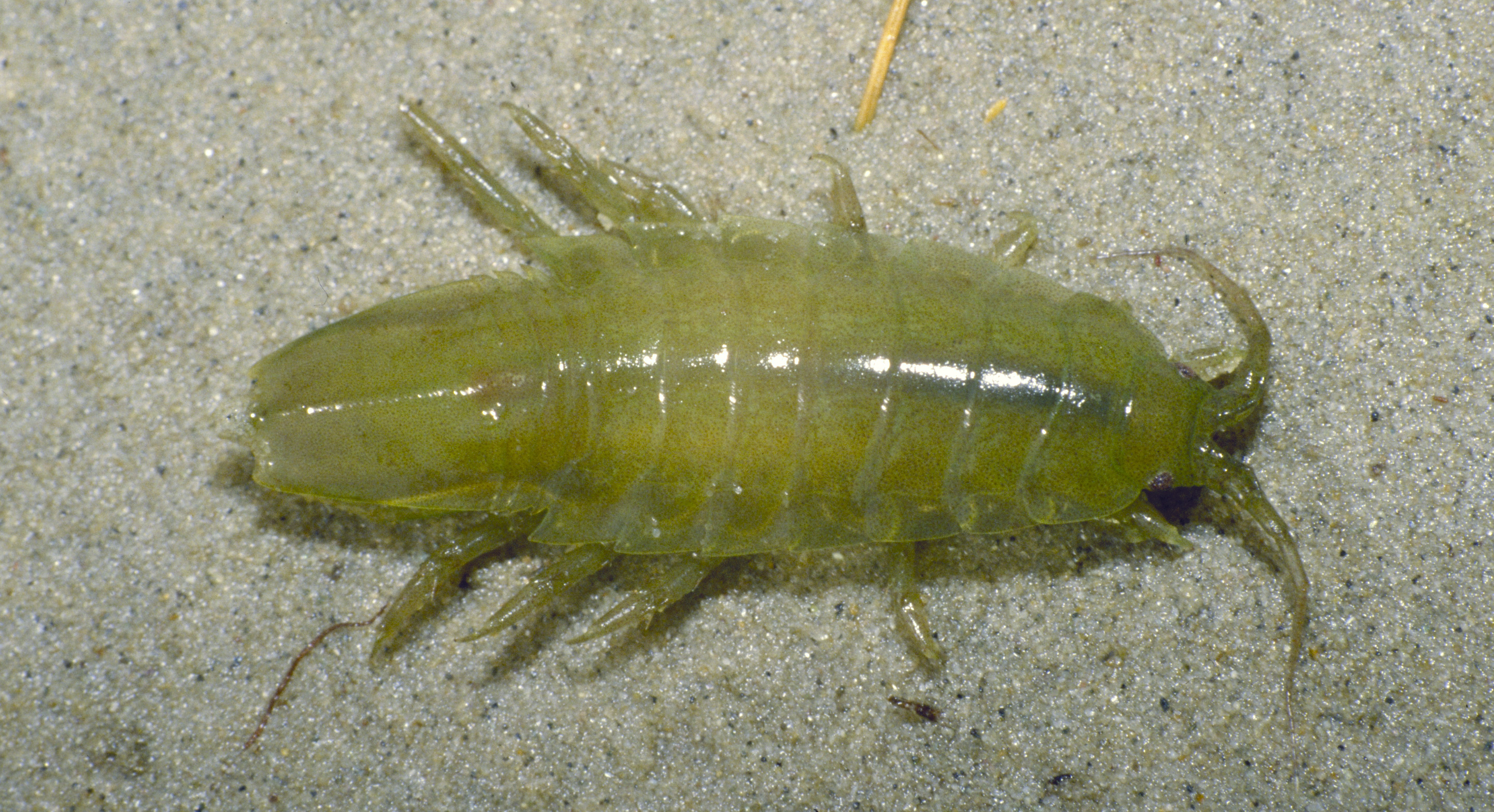